# 1924-es norvég labdarúgókupa
A 1924-es norvég labdarúgókupa a Norvég labdarúgókupa 23. szezonja volt. A címvédő a Brann csapata volt. A kupában minden olyan csapat részt vehetett, amely tagja a Norvég labdarúgó-szövetségnek. A tornát az Odd nyerte meg, a kupa történetében kilencedjére.

## Első kör
| 1. csapat      | Eredmény   | 2. csapat             |
| -------------- | ---------- | --------------------- |
| Brann          | 4–1        | Viking                |
| Brodd          | 2–1        | Vidar                 |
| Braatt         | 4–2        | Rollon                |
| Donn           | 2–1        | Start                 |
| Falk           | 1–0        | Kvik Halden           |
| Fram Larvik    | 6–0        | Snøgg                 |
| Fredrikstad    | 1–2 (h.u.) | Larvik Turn           |
| Hamar          | 1–2        | Gjøa                  |
| Kjapp          | 0–2        | Odd                   |
| Kvik           | 5–0        | Sverre                |
| Lillestrøm     | 1–2        | Lyn                   |
| Lillestrøm BK  | 2–1        | Fremad                |
| Lyn (Gjøvik)   | 6–0        | Eidsvold              |
| Mercur         | 0–1        | Brage                 |
| Neset          | 3–2        | Tryggkameratene       |
| Pors           | 2–1        | Agnes                 |
| Ranheim        | 5–0        | Strinda               |
| Rapp           | 2–1        | Freidig               |
| Ready          | 5–1        | Hafslund              |
| Sarpsborg      | 1–1 (h.u.) | Mjøndalen             |
| Skiold         | 1–1 (h.u.) | Urædd                 |
| Skotfoss       | 0–5        | Drafn                 |
| Storm          | 7–0        | Grane                 |
| Strømsgodset   | 2–2 (h.u.) | Mercantile            |
| Torp           | 1–4        | Frigg Oslo            |
| Trygg          | 0–1        | Drammen               |
| Tønsberg Turn  | 2–1        | Moss                  |
| Vard           | 0–2        | Stavanger             |
| Vålerengen     | 4–4 (h.u.) | Holmestrand           |
| Ørn Horten     | 9–0        | Sportsklubben av 1910 |
| Aalesund       | 3–2        | Djerv                 |
| Újrajátszás    |            |                       |
| Holmestrand    | 5–2        | Vålerengen            |
| Larvik Turn    | 2–2 (h.u.) | Fredrikstad           |
| Mercantile     | 0–2        | Strømsgodset          |
| Mjøndalen      | 1–0        | Sarpsborg             |
| Urædd          | 2–0        | Skiold                |
| 2. újrajátszás |            |                       |
| Fredrikstad    | 1–1 (h.u.) | Larvik Turn           |
| 3. újrajátszás |            |                       |
| Larvik Turn    | 1–0        | Fredrikstad           |

A Fredrikstad–Larvik Turn mérkőzést érvénytelenítették, ezért azt újrajátszották.

## Második kör
| 1. csapat     | Eredmény   | 2. csapat     |
| ------------- | ---------- | ------------- |
| Brage         | 7–1        | Neset         |
| Donn          | 0–2        | Brodd         |
| Drafn         | 3–1        | Ready         |
| Drammen       | 1–3        | Urædd         |
| Falk          | 1–0        | Ørn Horten    |
| Gjøa          | 0–2        | Strømsgodset  |
| Kvik          | 4–2        | Ranheim       |
| Lillestrøm BK | 1–3 (h.u.) | Frigg Oslo    |
| Mjøndalen     | 9–1        | Tønsberg Turn |
| Odd           | 3–2        | Fram Larvik   |
| Pors          | 1–0        | Lyn           |
| Rapp          | 1–2        | Lyn (Gjøvik)  |
| Stavanger     | 0–1 (h.u.) | Brann         |
| Storm         | 7–0        | Holmestrand   |
| Aalesund      | 4–3        | Braatt        |

## Harmadik kör
| 1. csapat    | Eredmény   | 2. csapat  |
| ------------ | ---------- | ---------- |
| Falk         | 0–1        | Aalesund   |
| Strømsgodset | 1–0 (h.u.) | Brage      |
| Brann        | 3–2        | Frigg Oslo |
| Lyn (Gjøvik) | 3–1        | Brodd      |
| Larvik Turn  | 1–0        | Drafn      |
| Mjøndalen    | 6–0        | Kvik       |
| Odd          | 4–0        | Storm      |
| Urædd        | 0–0 (h.u.) | Pors       |
| Újrajátszás  |            |            |
| Pors         | 1–3        | Urædd      |

## Negyeddöntők
| 1. csapat    | Eredmény   | 2. csapat   |
| ------------ | ---------- | ----------- |
| Lyn (Gjøvik) | 3–2 (h.u.) | Aalesund    |
| Strømsgodset | 0–1        | Brann       |
| Mjøndalen    | 3–0        | Larvik Turn |
| Urædd        | 1–3        | Odd         |

## Elődöntők
| 1. csapat | Eredmény | 2. csapat    |
| --------- | -------- | ------------ |
| Mjøndalen | 2–1      | Brann        |
| Odd       | 2–1      | Lyn (Gjøvik) |

## Döntő
| 1924. október 2. |

| Odd                             | 3–0 | Mjøndalen |
| ------------------------------- | --- | --------- |
| Ulrichsen 25' 58' Haakonsen 44' |     |           |

| Sorgenfri gressbane, Trondheim Nézőszám: 7 000 Játékvezető: Trygve Høgbergh (Fagerborg) |